# Anton Näf
Anton Näf (* 11. Juli 1946 in Wildhaus SG) ist ein Schweizer Germanist, Sprachwissenschaftler und Hochschullehrer.

## Leben und Wirken
Nach seiner Matura 1965 in Appenzell studierte Anton Näf von 1966 bis 1971 und von 1973 bis 1976 Germanistik und Allgemeine bzw. Vergleichende Sprachwissenschaft an der Universität Freiburg/Schweiz. 1971 legte er die Lizentiatsprüfung ab und war von 1972 bis 1973 als wissenschaftlicher Assistent an der McGill University und als Lehrbeauftragter an der Universität Montreal tätig. Von 1973 bis 1985 arbeitete er als wissenschaftlicher Assistent bzw. Oberassistent an der Universität Freiburg/Schweiz, wo er 1976 bei Eduard Studer zum Dr. phil promovierte. Von 1980 bis 1988 war er ausserdem Lehrbeauftragter an der Universität Genf. 1985 wurde er ordentlicher Professor für Deutsche Sprache und ältere deutsche Literatur an der Universität Neuenburg. Im Jahre 2011 wurde er emeritiert.

## Veröffentlichungen (Auswahl)
- Die Wortstellung in Notkers Consolatio. Untersuchungen zur Syntax und Übersetzungstechnik (= Das Althochdeutsche von St. Gallen. Bd. 5). de Gruyter, Berlin 1979, ISBN 3-11-008058-3 (zugl. Dissertation Universität Freiburg/Schweiz).
- als Mitarbeiter: Markus Baldegger u. a.: Kontaktschwelle Deutsch als Fremdsprache. Langenscheidt, Berlin 1981, ISBN 3-468-49450-5 (4. Aufl. 1993).
- als Mitautor: Walter Haas (Hrsg.): Wortschatzprobleme im Alemannischen (= Germanistica Friburgensia. Bd. 7). Universitätsverlag, Freiburg/Schweiz 1983, ISBN 3-7278-0281-2.
- Satzarten und Äußerungsarten im Deutschen. In: Zeitschrift für germanistische Linguistik. Bd. 12, 1984, S. 21–44.
- Gibt es Exklamativsätze? In: Jörg Meibauer (Hrsg.): Satzmodus zwischen Grammatik und Pragmatik. Niemeyer, Tübingen 1987, ISBN 3-484-30180-5, S. 140–160.
- «Herre, wie bin ich mit liebe alsus verirret!» – Zu den Exklamativsätzen in Gottfrieds «Tristan». In: Zeitschrift für germanistische Linguistik. Bd. 20, 1992, S. 37–63.
- mit Gottfried Kolde: Die Westschweiz. In: Robert Hinderling (Hrsg.): Handbuch der mitteleuropäischen Sprachminderheiten. Narr, Tübingen 1996, ISBN 3-8233-5255-5, S. 385–412.
- Die w-Exklamativsätze im Deutschen. Zugleich ein Plädoyer für eine. Rehabilitierung der Empirie in der Sprachwissenschaft. In: Zeitschrift für germanistische Linguistik. Bd. 24, 1996, S. 135–152.
- mit René Wetzel: Friedrich Kölner in St. Gallen (1430 bis 1436). Übersetzung und Schreibertätigkeit im Dienst von Reform und Seelsorge. In: Eckart Conrad Lutz (Hrsg.): Mittelalterliche Literatur im Lebenszusammenhang (= Scrinium Friburgense. Bd. 8). Universitätsverlag, Freiburg/Schweiz 1997, ISBN 3-7278-1055-6, S. 317–342.
- After gelubedo under after mannis uuillen. Notker der Deutsche und das «Kratylos»-Problem. In: André Schnyder (Hrsg.): Ist mir getroumet min leben? Vom Träumen und vom Anderssein. Festschrift für Karl-Ernst Geith zum 65. Geburtstag (= Göppinger Arbeiten zur Germanistik. Bd. 632). Kümmerle, Göppingen 1998, ISBN 3-87452-878-2, S. 89–109.
- Zum Veralten syntaktischer Strukturen. Am Beispiel von Übersetzungen des «Nibelungenlieds». In: Alain Corbellari (Hrsg.): Translatio litterarum ad penates. Das Mittelalter übersetzen. Centre de Traduction Littéraire, Lausanne 2005, ISBN 2-88357-047-7, S. 243–269.
- als Mithrsg.: Les langes en milieu scolaire. Interactions entre recherches sur l’acquisition et pratiques d’enseignement. Vereinigung für Angewandte Linguistik in der Schweiz, Neuenburg 2009.
- als Mitautor: Daniel Elmiger u. a.: Immersionsunterricht am Gymnasium. Eine Fallstudie zur zweisprachigen Maturität in der Schweiz. hep-Verlag, Bern 2010, ISBN 978-3-03905-613-2.
- Der «Nidwaldner Tell» Konrad von Altzellen. Die Entwicklung einer Figur der Befreiungssage. In: Der Geschichtsfreund. Band 171, 2018, ISBN 978-3-85761-324-1, S. 114–146 (doi: 10.5169/seals-787276).
- als Mitarbeiter: Jessica Ammer, Andreas Nievergelt (Hrsg.): Notker der Deutsche / Die Lehrschriften. Lateinisch – Althochdeutsch – Neuhochdeutsch (= Monasterium Sancti Galli. Bd. 10). Schwabe, Basel 2024, ISBN 978-3-7965-5102-4.